# السلالة الدابوية
سلالة دابويد سلالة إيرانية زرادشتية بدأت في النصف الأول من القرن السابع كمجموعة مستقلة من الحكام، الذين حكموا طبرستان وأجزاء من غرب خراسان. استمر حكم دابويد على طبرستان وخراسان من عام 642 وحتى الفتح العباسي عام 760.